# Retrievers de l'UMBC
Les Retrievers de l'UMBC (en anglais : UMBC Retrievers) sont un club omnisports universitaire de l'Université du Maryland, Comté de Baltimore.

## Histoire
Lors de la March Madness 2018, l'équipe de basket-ball masculine des Retrievers d'UMC sont devenus la première équipe classée tête de série no 16, à battre une tête de série no 1 dans l'histoire du tournoi de basket-ball masculin de la NCAA. Ils battent les Cavaliers de la Virginie sur un score large de 74 à 54. Au tour suivant, les Retrievers sont opposés aux Wildcats de Kansas State mais ne parviennent pas à réaliser un nouvel exploit, perdant sur le score de 43 à 50.